# 로데스 AF

로데스 AF({{llang|oc|Rodés Avairon)는 로데스를 연고로 하는 프랑스의 축구단이다.

## 역사
로데스는 1985년에서 1993년까지 리그 2에 속했다가 강등 후에 계속해서 하위 리그에 머무르다가 2019년 4월 11일에 승격에 성공하면서 26년만에 2부 리그에 진출하였다. 과거 최순호 선수가 활약하였다.

## 선수 명단

### 현역
참고: FIFA 자격 규정에 따라 소속된 국가대표팀 국기를 표시합니다. 선수는 복수의 FIFA 비회원국 국적을 가지고 있을 수 있습니다.
| 번호 | 포지션 | 국적 | 이름 |
| ---- | ------ | ---- | ---- |

| 번호 | 포지션 | 국적   | 이름            |
| ---- | ------ | ------ | --------------- |
| 22   | FW     | 모로코 | 타우픽 벤타예브 |
| 40   | GK     | 세네갈 | 모리 디아우     |

### 역대
1. ↑  임동명 특파원 (1992년 7월 26일). “崔(최)순호 佛(불)팀에 입단 「로데즈」와 입단계약”. 조선일보. 2023년 6월 6일에 확인함.